# Castillo de Lourdes

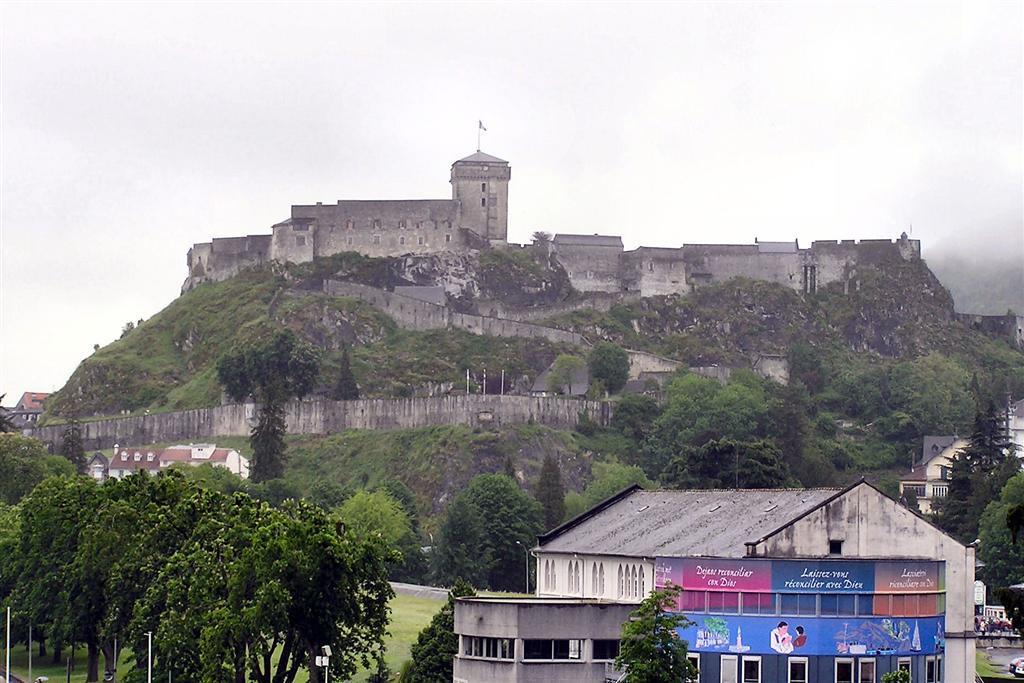
Castillo de Lourdes, Francia: vista diurna.

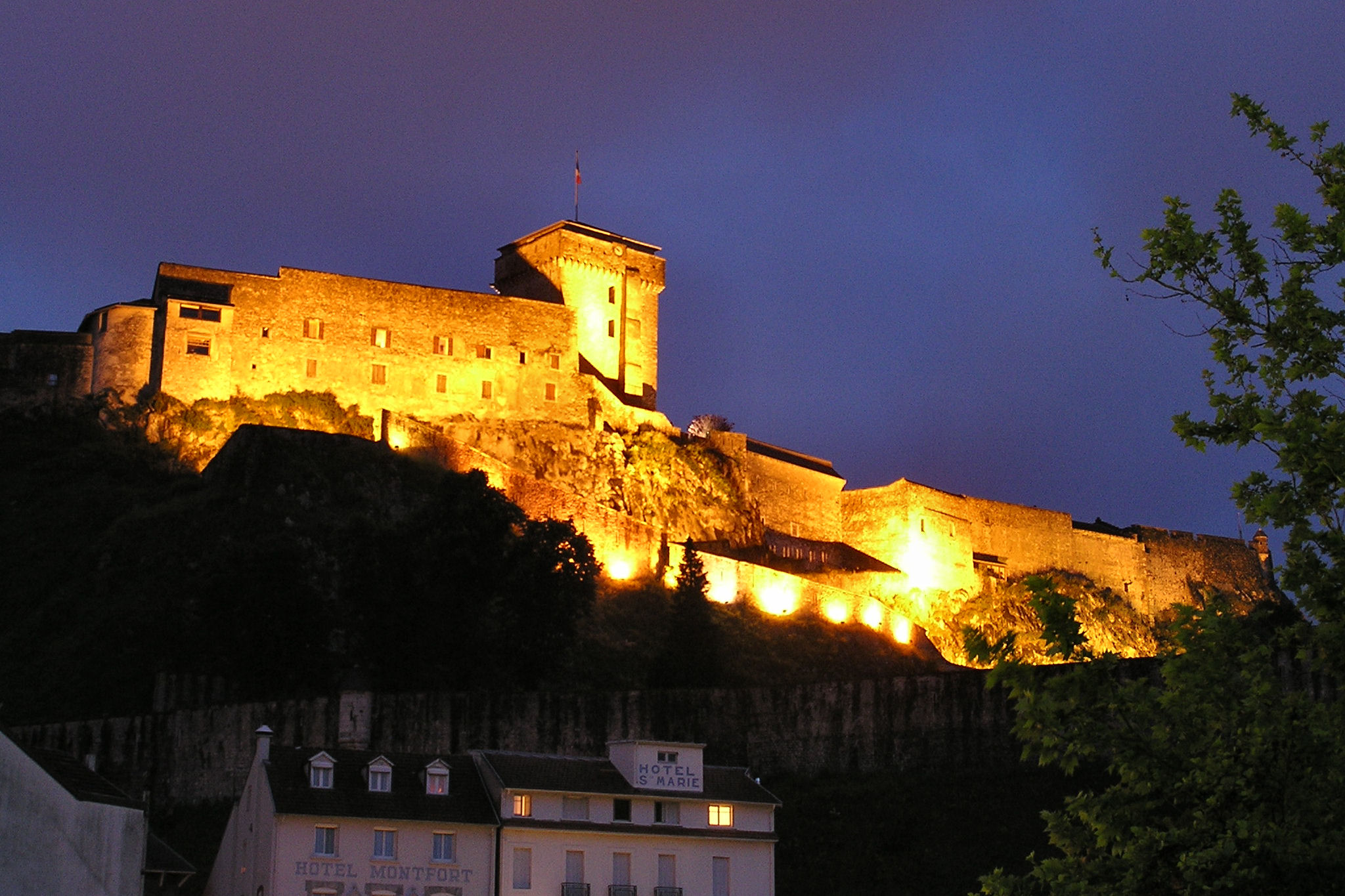
Castillo de Lourdes, Francia: vista nocturna.

El Castillo de Lourdes, en la región del Mediodía-Pirineos, se encuentra en la ciudad de Lourdes, en el sudoeste de Francia.
Se halla en una posición estratégica a la entrada de los siete valles del Lavedan. A pocos kilómetros de la actual frontera con España, es vecino del santuario católico de Lourdes y del Parque Nacional de los Pirineos, este último clasificado como Patrimonio de la Humanidad por la UNESCO.

## Historia
El conjunto es anterior a 778, cuando sufrió el asedio de las fuerzas de Carlomagno. Se tornó la residencia de los condes de Bigorre en los siglos XI y XII.
En el siglo XIII el castillo y sus territorios pasaron a los condes de Champagne, dependientes del reino de Navarra, perteneciendo después a la Corona Francesa durante el reinado de Felipe IV de Francia. Fue cedido a Inglaterra por los términos del Tratado de Brétigny (1360), para volver a ser territorio de Francia al inicio del siglo XV, tras haber sufrido dos asedios.
En el siglo XVII, el castillo se convirtió en una prisión real y, después de la Revolución Francesa, en prisión del Estado, función que mantuvo hasta principios del siglo XX.
En 1921, sus instalaciones pasaron a albergar el Musée Pyrénéen, el mayor y más importante de la región, que hasta hoy presenta a los visitantes aspectos del arte y de la vida cotidiana de la región, desde la cocina local a la indumentaria. Está clasificado como Monumento Histórico, por el Ministerio de la Cultura Francés, desde 1933.
La primitiva estructura del castillo sufrió ampliaciones y reformas a lo largo de los siglos hasta llegar a su actual estado, con murallas abaluartadas.